# Combattimento di Turbigo
Il combattimento di Turbigo fu un episodio della seconda campagna napoleonica in Italia. Ebbe luogo il 31 maggio 1800 nei pressi dell'omonima cittadina, dove austriaci e francesi, questi ultimi provenienti dal Piemonte dopo aver attraversato le Alpi, si affrontarono per ottenere il passaggio del Ticino.

## Antefatti
Il 30 maggio i soldati francesi entrarono a Novara. Lo stesso giorno, il generale Duhesme prese posizione con le divisioni Boudet e Loison sulle rive del Ticino: la prima fu posta di fronte a Trecate e mentre la seconda a Vigevano e dintorni.
Il giorno seguente, Napoleone giunse a Novara. Il primo console decise di sfruttare le indecisioni dei suoi avversari per avvicinarsi e superare il Ticino.

## Lo scontro

### Il passaggio del Ticino

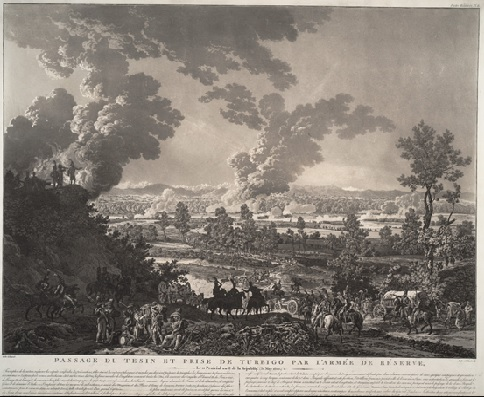
Passaggio del Ticino e presa di Turbigo da parte dell' Armata di Riserva

Mentre Duhesme incominciava ad attraversare il fiume a Boffalora, il 31 maggio, Murat attraversò il Ticino. La sua avanguardia era a a Galliate già dal mattino presto. Sulla riva opposta, sempre di fronte a Galliate, gli austriaci erano ben trincerati e difendevano la posizione con diversi pezzi di artiglieria.
Il fuoco di fucileria proveniente dalle file francesi innescò immediatamente la reazione a cannonate degli austriaci. L'artiglieria leggera francese, composta solo da due pezzi da 4 libbre serviti dai cannonieri della guardia, in presenza dello stesso Napoleone, al suono dei tamburi, supportò egregiamente il tentativo di attraversamento del fiume da parte della fanteria tramite zattere e quattro o cinque barche recuperate sul posto, tanto che costrinsero gli austriaci ad abbandonare le posizioni di difesa sul lato opposto del Ticino.

### Combattimento e presa di Turbigo

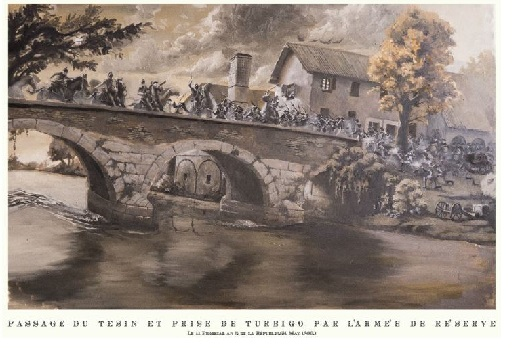
La fanteria francese respinge l'ultima carica della cavalleria austriaca sul ponte del Naviglio Grande a Turbigo (quadro realizzato per il 220º anniversario della battaglia).

Gli austriaci evacuarono celermente la sponda del Ticino e si riorganizzarono per difendere il ponte di Turbigo sul Naviglio Grande, posto all'ingresso del centro abitato, realizzando diverse barricate su di esso.
Nel frattempo a Turbigo giunse il generale austriaco Laudon in persona, con numerosi rinforzi soprattutto di cavalleria. La sua posizione, sebbene formidabile, fu presto attaccata dalla divisione Monnier, con la 70° semibrigata, che formava l'avanguardia e alla quale si erano uniti numerosi soldati della 72° semibrigata che avevano attraversato il fiume.
Gli austriaci persero 700 uomini in questa azione, 400 dei quali furono fatti prigionieri. Il generale Guénand, con la sua semibrigata, prese posizione di fronte a Turbigo. Gli austriaci tentarono diverse cariche di cavalleria per riprendere il controllo del ponte, ma tutte fallirono. Alla fine si contarono più di trecento caduti, tutti di cavalleria.
In questo frangente si misero in luce il cittadino Jacques Baptiste Louis Morin, che ferito al braccio, fu promosso sul campo dallo stesso Napoleone a "capo squadrone di cavalleria", e il cittadino Jean-Pierre Lanabère.
Solo alle dieci di sera il villaggio di Turbigo, completamente bruciato, cadde definitivamente in mano alle truppe francesi.
La notte e la fatica non permisero subito ai francesi di inseguire il nemico in ritirata verso Milano. Turbigo fu rastrellato casa per casa per tutta la notte per estinguere le ultime resistenze austriache che avevano occupato tutto il centro abitato.
Il 1º giugno (12 pratile) Napoleone arrivò a Turbigo.
Al mattino presto, quando si trova ancora a Novara, scrisse al generale Lannes, informandolo della vittoria sul Ticino.

## Conclusione
Dopo aver passato la notte a Turbigo, Napoleone ricevette buone notizie. Infatti, già dal giorno precedente, Murat e Boudet avevano preso la strada per Milano. Murat, con tutta la sua cavalleria, la diciannovesima e la trentesima semibrigata, fece una marcia forzata per raggiungere il nemico, che era fuggito in direzione del capoluogo lombardo con tale rapidità da non poterlo raggiungere. L'inseguimento senza tregua terminò alle porte della città, che si arrese senza alcun spargimento di sangue.
Alle 2 del pomeriggio, Napoleone con i consiglieri Petiet e Bourrienne, partì in carrozza per entrare trionfalmente a Milano.

## Curiosità
Per i fatti d'arme che si svolsero a Turbigo in quel periodo del 1800, i francesi rinominarono una via a Parigi come "Rue de Turbigo".
Inoltre, nella cittadina è tuttora presente un museo che raccoglie informazioni e reperti sui fatti relativi al passaggio del Ticino da parte dell'armata francese.